# 御殿場市馬術・スポーツセンター
御殿場市馬術・スポーツセンター（ごてんばしばじゅつ・スポーツセンター、Gotemba horsemanship and sportscenter）は静岡県御殿場市にある御殿場市営の馬術競技施設。指定管理者によって運営されている。
富士山に近い東富士演習場に隣接した場所に位置する。2003年に静岡県で開催されたNEW!!わかふじ国体の馬術会場として整備された。2018年第73回国民体育大会（福井しあわせ元気国体）も当地で開催された。また毎年夏に開催される全日本高等学校馬術競技大会の会場として使用されている。
2008年からナショナルトレーニングセンターの競技別拠点施設に指定されている。

## 競技施設
第一競技場120m×80m(砂）、走路　幅6m　一周420m、ダービーコース
第二競技場75m×58m
屋内競技場75.5m×34m

## 交通アクセス
交通が不便な場所のため自動車が便利である。
- 富士急モビリティA1・A2河口湖線「富士平原ゴルフ場」停留所から、徒歩約20分。
- 富士急モビリティC1・C2河口湖線「馬術・スポーツセンター入口」停留所から、徒歩約5分。